# 聖保祿醫院 (香港)

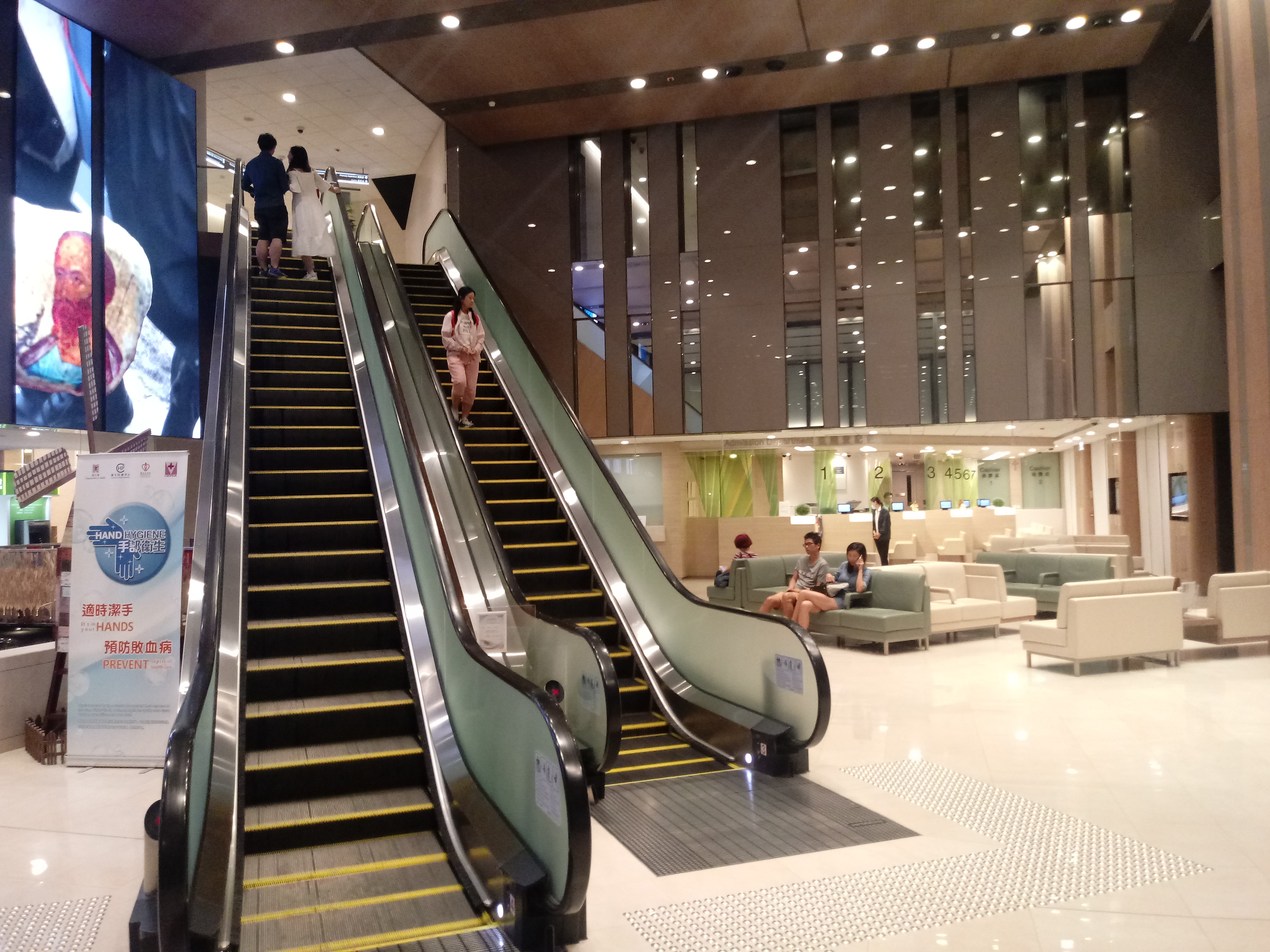
聖保祿醫院新翼大樓大堂

聖保祿醫院（英語：St. Paul's Hospital）是香港一間私營天主教醫院，位於香港島大坑東院道與銅鑼灣道交界，於1898年開始營運，由法國沙爾德聖保祿女修會管理，而九龍聖德肋撒醫院都是由該來自法國的女修會創立及管理，所以聖保祿醫院亦有「法國醫院」或「香港法國醫院」之俗稱。本院與另一所位於九龍的聖德肋撒醫院，或俗稱「九龍法國醫院」的是姊妹醫院。

## 歷史
聖保祿醫院的營運者法國沙爾德聖保祿女修會，早於1848年9月12日該女修會抵達香港進行慈善工作，總部名為「聖童之家」，設於灣仔。1894年上環太平山街一帶發生瘟疫，修會收容了不少病人，促使修會設立一所醫院。1898年1月1日，醫院於灣仔正式開幕，並附設了一所藥房。1908年1月6日，醫院遷至跑馬地，名為「加爾瓦略山會院」，由當時的香港總督盧吉主持開幕典禮。1916年，醫院再搬到銅鑼灣現址，並正式命名為聖保祿醫院。
1976年樓高6層的新翼啟用，2009年底樓高20層的A座大樓落成。其後，新翼大樓拆卸重建為B座大樓，於2017年4月下旬啟用，並備有全球第二套FIBEE智能分配系統的日立升降機（第一套安裝於廣州周大福金融中心）；C座大樓於2017年拆卸及改建為花園一直伸延至聖保祿修院。

## 設施
聖保祿醫院設有400多張病床，以及30多個部門。

## 外部連結
- 聖保祿醫院 （页面存档备份，存于）
- 香港私家醫院資料簡介 （页面存档备份，存于）